# Alice Orlowski
 (juin 2024).
Si vous disposez d'ouvrages ou d'articles de référence ou si vous connaissez des sites web de qualité traitant du thème abordé ici, merci de compléter l'article en donnant les références utiles à sa vérifiabilité et en les liant à la section « Notes et références ».
Alice Orlowski, née le 30 septembre 1903 à Berlin et morte le 21 mai 1976 à Düsseldorf, est une gardienne SS de camp de concentration nazi (Aufseherin).

## Biographie
Elle commence sa formation de garde au camp de concentration de Ravensbrück en Allemagne en 1941. 
Elle est envoyée en 1942 au camp de Majdanek près de Lublin en Pologne. Avec Hermine Braunsteiner, elle est considérée comme l'un des surveillantes les plus brutales. Elles chargent régulièrement des camions de femmes destinées aux chambres à gaz.
En janvier 1945, elle est l'une des soldats SS lors des marches de la mort.
Après la guerre, elle est capturée par les forces soviétiques et extradée en Pologne pour son procès pour crimes de guerre en 1947. Condamnée à 15 ans de prison, elle est libérée en 1957 après 10 ans d'emprisonnement. 
En 1975, l'Allemagne de l'Ouest la fait comparaitre au troisième procès de Majdanek. Elle meurt au cours de ce procès le 21 mai 1976, à l'âge de 72 ans.